# Дуговий розряд

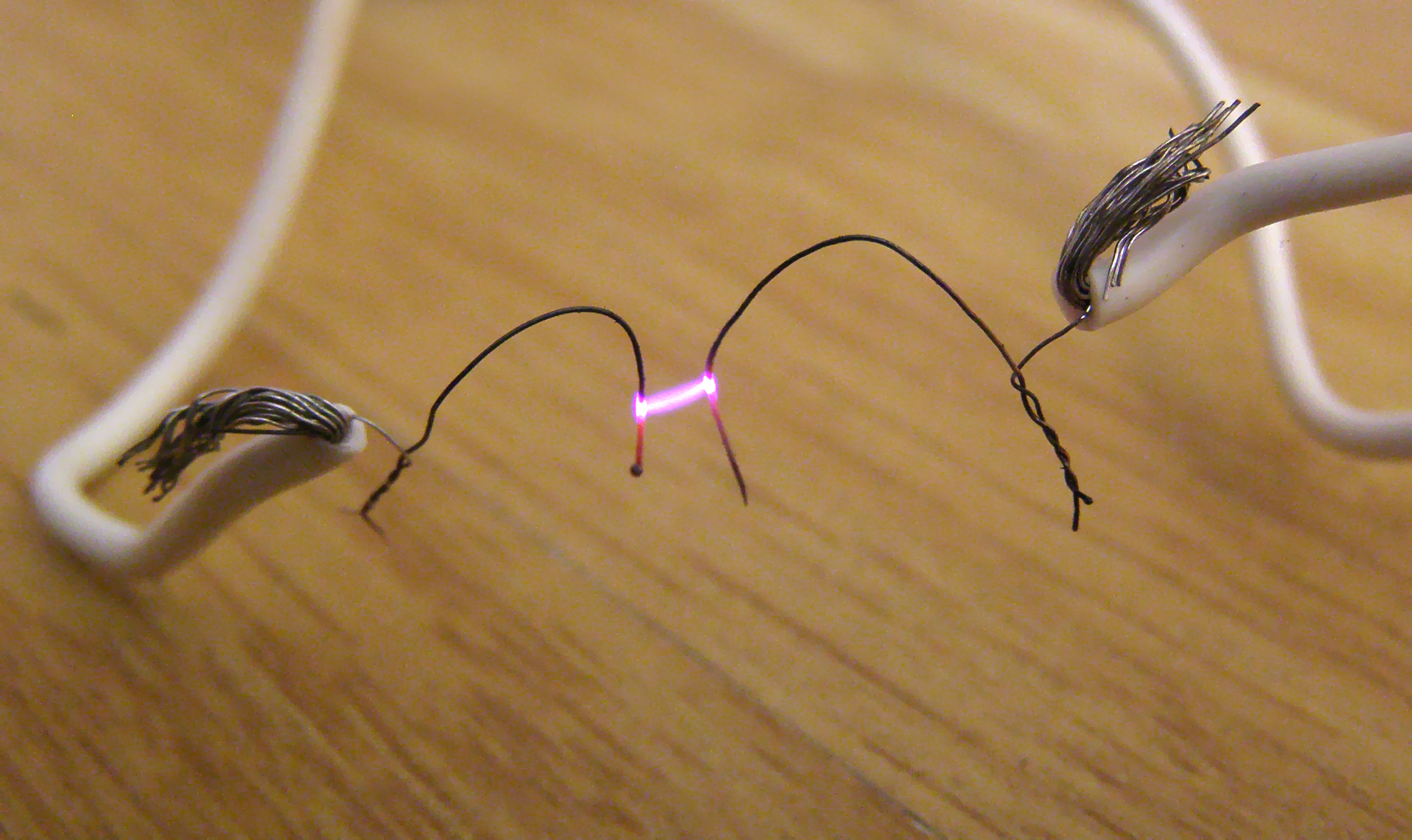
Дуговий розряд 600 В між волосинками багатожильного проводу.

Дугови́й розря́д — вид самостійного газового розряду, який виникає за високої температури між електродами, розведеними на невелику відстань і супроводжується яскравим світінням у формі дуги. Для нього характерні: велика густина струму і напруга між електродами порядку кількох десятків вольт.
В енергетиці електрична дуга виникає при коротких замиканнях та розірванні контактів автоматичних вимикачів та контакторів.
Дуговий розряд відкрив у 1800 році англійський вчений Гамфрі Деві.
Дуговий розряд використовують при зварюванні й різанні матеріалів, в електричних печах, дугових лампах тощо. Значний внесок у розвиток дугового зварювання зробили винахідники Євген Патон та Микола Бенардос. Виключне значення для розвитку електрозварювання мають розробки, здійснені в Інституті електрозварювання імені Є. О. Патона, створеного 1934 року в Києві.

## Огляд
Дуговий розряд є результатом інтенсивного викидання термоелектронів розжареним катодом. Електрони, прискорені електричним полем, спричинюють ударну йонізацію молекул газу, тому електричний опір газового проміжку між електродами невеликий. При збільшенні сили струму дугового розряду провідність газового проміжку настільки зростає, що напруга між електродами дуги спадає (спадна вольт-амперна характеристика). Температура катода (за атмосферного тиску) досягає 3000 °C. Бомбардування електронами анода створює в ньому заглиблення — кратер дуги з температурою близько 4000 °C (за тиску 760 мм рт. ст.). Температура газу в каналі електричної дуги 5000—6000 °С. Якщо дуговий розряд проходить за порівняно низької температури катода (наприклад, ртутна дугова лампа), то основну роль грає холодна емісія електронів із катода.
Електрична дуга є окремим випадком четвертої форми стану речовини — плазми — і складається з іонізованого, електрично квазінейтрального газу. Присутність вільних електричних зарядів забезпечує провідність електричної дуги.

## Історія
Вперше описав 1801 (?) року британський учений сер Гамфрі Деві в «Журналі натурфілософії, хімії та мистецтв» (англ. Journal of Natural Philosophy, Chemistry, and the Arts) і продемонстрував на засіданні Королівського наукового товариства. За сучасними поглядами, Деві описав іскру, а не дугу. Саме він запропонував назву «дуга». 1802 року російський учений В. Петров описав дугу у книзі «Відомості про гальвані-вольтівські досліди за допомогою величезної батареї, що складалася іноді з 4200 мідних і цинкових кружечків» (рос. Известия о гальвани-вольтовских опытах за допомогою огромной батареи состоящей иногда из 4200 мёдных кружков; Санкт-Петербург, 1803).

## Фізичні явища

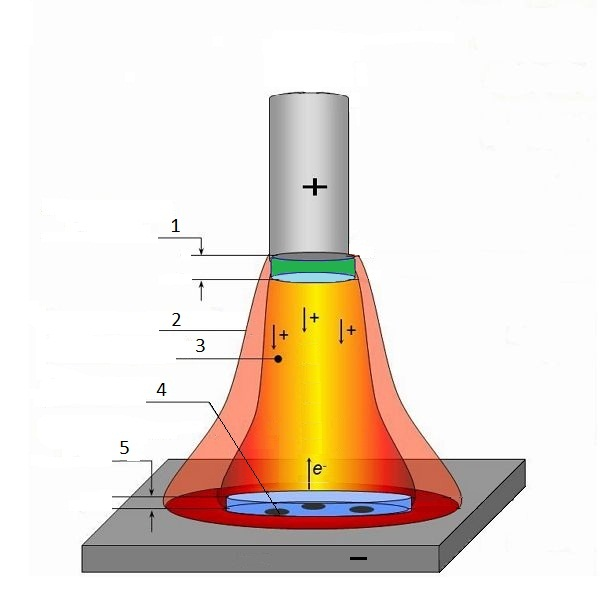
Будова електричної дуги під час дугового зварювання. 1 — анодна ділянка, 2 — ділянка дуги та захисного газу, 3 — дуга, 4 — катодні плями, 5 — катодна ділянка

Електрична дуга утворюється завдяки термоелектронній емісії носіїв заряду під впливом високої температури катода. Завдяки цьому, на відміну від інших видів розряду, дуга має низький спад напруги у прикатодних ділянках — до 5—15 В. Під час горіння дуги йонізований газ, прискорений електричним полем, падає на катод, віддаючи йому частину енергії та нагріваючи його. Анод при горінні дуги також нагрівається за рахунок притягуваних до нього електронів, які надходять із позитивного стовпа.
Електрична дуга складається з катодної та анодної ділянок, стовпа дуги, перехідних ділянок.
Температура в анодній ділянці під час зварювання електродом, що плавиться, становить близько 2500—4000 °С, температура в стовпі дуги — від 7000 до 18 000 °С, в ділянці катода — 9000—12 000°С.
Стовп дуги електрично нейтральний. У будь-якому його перерізі є однакова кількість заряджених частинок протилежних знаків. Спад напруги в стовпі дуги пропорційний його довжині.

### Електричний опір дуги
Електричний опір електричної дуги вважається суто резистивним і залежить як від відстані, так і від сили струму. У високовольтних лініях опір у залежності від довжини дуги оцінюють як
{\displaystyle R={\frac {28710}{I^{1,4}}}\cdot l}
де {\displaystyle R} — електричний опір дуги, Ом, {\displaystyle I} — сила струму, А, {\displaystyle l} — довжина дуги, м.
Опір низьковольтної (до 1 кВ) дуги в залежності від довжини дуги оцінюють як:
{\displaystyle R=16{\frac {\sqrt {l}}{I^{0,85}}}},
де {\displaystyle R} — електричний опір дуги мОм, {\displaystyle l} — довжина дуги в см, {\displaystyle I} — початкове діюче значення сили струму, кА.

## Застосування
Електрична дуга, як потужне і концентроване джерело тепла, використовується для електродугового зварювання та плазмового різання металів, виплавлення сталі в дугових печах, ініціювання вибухової речовини в електродетонаторах. Також дугу можна використати для нагрівання робочого тіла в електроракетних двигунах.
Спільну дію нагріву від дуги та ударних хвиль, що виникають при схлопуванні дугового каналу, використовують при електроерозійній обробці. Об'ємні пульсації плазмового каналу високочастотної дуги використовують для звуковідтворення в іонофонах.
Яскраве випромінювання дуги використовують для освітлення та опромінення ультрафіолетом. Дуговими були перші серійні джерела електричного світла — свічки Яблочкова. Деякого поширення набули потужні джерела світла на основі електричної дуги — дугові електролампи. Залежно від складу середовища в якому горить дуга, такі лампи можуть бути як прямого випромінювання (газосвітні лампи — ксенонова дугова лампа, вугільна дугова лампа, натрієва газорозрядна лампа, металогалогенова лампа, кварцова і бактерицидна лампи), так і непрямого, за допомогою люмінофорів — ртутна газорозрядна лампа (люмінесцентна), лампа Вуда.
Вплив на склад плазми дуги матеріалу електродів використовують у вакуумно-дуговому нанесенні покриттів і спектроскопії, наприклад, у стилоскопах, для отримання спектра випромінювання досліджуваного зразка.
Особливості фізики запалювання дуги (необхідність катодної плями) використовують у ртутних випрямлячах.
Іноді використовують властивість нелінійної вольт-амперної характеристики дуги (див. автомат гасіння поля, розрядники).

## Боротьба з електричною дугою
У низі пристроїв явище електричної дуги є шкідливим. Це насамперед контактні комутаційні пристрої, що використовуються в електропостачанні та електроприводах: високовольтні вимикачі, автоматичні вимикачі, контактори, секційні ізолятори на контактній мережі електрифікованих залізниць та міського електротранспорту. При відключенні навантажень згаданими апаратами, між контактами, що розмикаються, виникає дуга. Також дуговий пробій, зокрема в квартирній проводці, може спричинити пожежу.
Механізм виникнення дуги в цьому разі такий:
- зменшення контактного тиску — кількість контактних точок зменшується, зростає опір у контактному вузлі;
- початок розходження контактів — утворення «містків» із розплавленого металу контактів (у місцях останніх контактних точок);
- розрив та випаровування «містків» із розплавленого металу;
- утворення електричної дуги в парі металу (що сприяє зростанню йонізації контактного проміжку та ускладнює гасіння дуги);
- стійке горіння дуги зі швидким вигорянням контактів.

Для меншого пошкодження контактів необхідно погасити дугу якомога швидше, докладаючи всіх зусиль щодо недопущення перебування дуги на одному місці (під час руху дуги теплота, що виділяється в ній, рівномірно розподілятиметься в тілі контакту).
Для виконання цих вимог застосовують такі методи боротьби з дугою:
- охолодження дуги потоком охолоджувального середовища — рідини (масляний вимикач); газу — (повітряний вимикач, автогазовий вимикач, масляний вимикач, елегазовий вимикач), причому потік охолоджувального середовища може проходити як уздовж стовбура дуги (поздовжнє гасіння), так і впоперек (поперечне гасіння); іноді застосовують поздовжньо-поперечне гасіння;
- використання дугогасильної здатності вакууму — відомо, що зменшення тиску газів, які оточують комутовані контакти, до певного значення, спричиняє ефективне гасіння дуги у зв'язку з відсутністю носіїв для утворення дуги (вакуумний вимикач);
- використання більш дугостійкого матеріалу контактів;
- застосування матеріалу контактів з вищим потенціалом іонізації;
- застосування дугогасильних ґраток (автоматичний вимикач, електромагнітний вимикач). Принцип застосування дугогасіння на ґратках ґрунтується на застосуванні ефекту білякатодного спаду в дузі (більша частина спаду напруги в дузі — це спад напруги на катоді; дугогасна ґратка — фактично низка послідовних контактів для дуги, яка туди потрапила);
- використання дугогасних камер — потрапляючи в камеру з дугостійкого матеріалу, наприклад слюдопласту, з вузькими, іноді зигзагоподібними каналами, дуга розтягується, стискається й інтенсивно охолоджується від зіткнення зі стінками камери;
- використання «магнітного дуття» — оскільки дуга сильно іонізована, то її в першому наближенні можна вважати гнучким провідником зі струмом; створюючи спеціальними електромагнітами (ввімкненими послідовно з дугою) магнітне поле, можна викликати рух дуги як для рівномірного розподілу тепла в контакті, так і для загону її в дугогасну камеру чи ґратку. В деяких конструкціях вимикачів створюється радіальне магнітне поле, що надає дузі обертального моменту;
- шунтування контактів у момент розмикання силовим напівпровідниковим ключем (тиристором або симістором), увімкненим паралельно контактам, після розмикання контактів напівпровідниковий ключ розмикається в момент переходу напруги через нуль (гібридний контактор, тирикон);
- У квартирних однофазних проводках застосовують пристрій захисту від дугового пробою[en] (ПЗДП) — електронний прилад на основі мікроконтролера, який виявляє характерні для дугового пробою пульсації струму, що не належать до гармонік. Водночас ПЗДП не має спрацьовувати за схожих пульсацій, які створює, наприклад, колекторний двигун пилососа, соковитискача, блендера, міксера, електродриля або перфоратора, кутошліфувальної машини тощо.

## Вплив на організм людини
Електрична дуга створює потужне випромінювання в широкому діапазоні хвиль. Під час горіння в повітрі близько 70 % енергії випромінювання припадає на ультрафіолет, 15 % — на видиме випромінювання і 15 % — на інфрачервоне. Дія на очі може спричинити електроофтальмію, а на шкіру — опіки. Для захисту очей та обличчя зварювальники використовують зварювальні маски з темним світлофільтрами. Для захисту тіла — термостійкий спецодяг.
Оскільки дуговий розряд по суті є відкритим провідником, пряма дія дуги на людину спричинить електротравму.